# Rockwell-MBB X-31
Rockwell-Messerschmitt-Bölkow-Blohm X-31 — експериментальний літак, розроблений для перевірки технології керування вектором тяги. Розроблений та збудований спільними зусиллями компаній Rockwell та Messerschmitt-Bölkow-Blohm (MBB). Літак розроблявся як частина програми Enhanced Fighter Maneuverability для вдосконалення можливостей керування літаками, а саме додання керованості по осях тангажу та рискання. Це дозволяло б керувати літаками на більших кутах атаки, там де зазвичай класичні літаки або втрачають тягу, або втрачають контроль. У рамках програми було збудовано два літаки, один з них втрачено.

## Розробка та будівництво
Конструкція планера X-31 була абсолютно новою, але для прискорення розробки були взяті різні елементи від вже існуючих літаків: від British Aerospace Experimental Airplane Programme було взято аеродинамічну схему "качка" та повітрозабірник знизу літака, від німецького TKF-90 геометрію крила, від F/A-18 Hornet — носова частина разом з кабіною, катапультуюме крісло, ліхтар кабіни та електричні генератори, F-16 — шасі, паливний насос, аварійний силовий агрегат, F-16XL — привод закрилок, V-22 Osprey — приводи стерн, F-20 Tigershark — система аварійного запуску з гідразином, пізніше була замінена. Це все було зроблено для того, щоб скоротити час розробки та мінімізувати ризики, використавши вже відпрацьовані вузли та агрегати. Для зменшення вартості оснастки для виробництва Rockwell розробила концепцію "літаючої оснастки", коли 15 шпангоутів фюзеляжу були виготовлені за допомогою обробки на ЧПУ, з'єднані між собою за допомоги оснастки, і це кріпилось до іншої приспособи, яка була закріплена на підлозі заводу, з вже змонтованим дослідним обладнанням. Літак будувався навколо цієї конструкції, і таким чином він "улітав" разом зі своєю оснасткою.
Було побудовано два X-31, перший з яких злетів 11 жовтня 1990. У період 1990-1995 роки було виконано більше ніж 500 випробувальних польотів. Під час цих польотів X-31 виконав керований політ з кутом атаки 70 градусів (6 жовтня 1992), і також здійснив розворот на 180 градусів з мінімальним радіусом за допомогою маневру, після звалювання, за можливостями діапазону кутів атаки звичайних літаків. Цей маневр був названий "Маневром Хербста", на честь доктора Вольфганга Хербста, співробітника MBB і прихильника використання звалювання у повітряних боях. Хебст був розробником Rockwell SNAKE, який був попередником X-31.

## Побудовані літаки
- Бортовий номер 164584, 292 польоти — розбився 19 січня 1995 на авіабазі Едвардс, штат Каліфорнія. Причиною катастрофи стала крига всередині трубки Піто, внаслідок чого бортовий комп'ютер отримував невірну швидкість. Також факторами катастрофи стало те, що трубка Піто з нагрівом була замінена на датчик Кіля без нагріву, і наземний персонал не вніс це у налаштування бортового комп'ютера. Пілот успішно катапультувався.
- Бортовий номер 164585, 228 польотів — останній політ виконано у 2003 році. Після чого переміщений до експозиції Музею авіації у Мюнхені[en].

## Технічні характеристики
Дані наведені з журналу Jane's All The World's Aircraft 1993–94
- Екіпаж: 1 пілот
- Довжина: 13,21 м
- Розмах крила: 7,26 м
- Висота: 4,44 м
- Площа крила: 226,3 м2
- Аеродинамічний профіль: Rockwell 5,5%[3]
- Маса порожнього: 5175 кг
- Маса спорядженого: 14600 кг
- Максимальна злітна маса: 15935 кг
- Силова установка: 1 х General Electric F404-GE-400[en], турбовентиляторний двигун
- Тяга: 71 кН (7200 кгс)
- Максимальна швидкість: 1440 км/год (1,28 М)[4]
- Практична стеля: 12200 м
- Швидкість підйому: 218 м/с
- Навантаження на крило: 64,5 кг/м2